# Pterolobium punctatum
Pterolobium punctatum är en ärtväxtart som beskrevs av William Botting Hemsley. Pterolobium punctatum ingår i släktet Pterolobium och familjen ärtväxter. Inga underarter finns listade i Catalogue of Life.